# Captura eletrônica
A captura eletrônica (português brasileiro) ou captura eletrónica (português europeu) é um tipo de emissão beta. Neste processo um elétron de um átomo, normalmente da camada K, se combina com um próton do núcleo formando um nêutron e um neutrino.
{\displaystyle \mathrm {p} +\mathrm {e} ^{-}\rightarrow \mathrm {n} +{\nu }_{e}}
O produto da desintegração é criado geralmente no estado excitado, originando cascatas de raios-X até alcançar o estado fundamental.
Como o próton é essencialmente mudado a um nêutron, o número de nêutrons aumenta de 1 e o número de prótons diminui de 1, permanecendo inalterado o número de massa. Como a captação do elétron diminui o número de prótons ocorre a formação de um novo elemento químico com número atômico menor.
Exemplos:
| {\displaystyle \mathrm {{}_{13}^{26}Al} +\mathrm {e} ^{-}\rightarrow \mathrm {{}_{12}^{26}Mg} +{\nu }_{e}} | {\displaystyle \mathrm {{}_{28}^{59}Ni} +\mathrm {e} ^{-}\rightarrow \mathrm {{}_{27}^{59}Co} +{\nu }_{e}} |

## Criação de átomos por captura eletrônica
A captura eletrônica foi usada para a produção um elemento transurânico por um grupo de físicos e químicos. O amerício, elemento transurânico, foi sintetizado pela primeira vez por Glenn T. Seaborg, Leon O. Morgan, Ralph A. James, e Albert Ghiorso, em 1944 no Laboratório de Metalurgia da Universidade de Chicago (atualmente conhecido como Laboratório Nacional Argonne). A equipe criou o isótopo Am-241 sujeitando o plutônio-239 a sucessivas reações de captura eletrônica num reator nuclear. Este processo criou o Pu-240 e, a seguir, o Pu-241, que decaiu em Am-241 por decaimento beta.